# Портленд Пайретс
«По́ртленд Па́йретс» (англ. Portland Pirates) — профессиональный хоккейный клуб, выступающий в АХЛ. Базируется в городе Портленд, штат Мэн, США. Домашние матчи проводит на стадионе «Кросс Иншуренс Арена». «Пайретс» является фарм-клубом команды НХЛ «Флорида Пантерз».

## История
«Пайретс» был образован в сезоне 1993/94 как фарм-клуб «Вашингтон Кэпиталз». Ранее команда была известна как «Балтимор Скипджекс». «Пайретс» заняли место прекратившего своё существование клуба «Мэн Мэринерс», который годом ранее перебрался из Портленда в Провиденс (штат Род-Айленд) и сменил своё название на «Провиденс Брюинс». Фарм-клубом «Кэпиталз» «Пайретс» пробыли 12 сезонов, вплоть до 2005 года.
Первый сезон «Пайретс» стал для них самым успешным, тогда клуб стал обладателем Кубка Колдера. В своём следующем сезоне команда набрала 104 очка, но уступила в первом раунде плей-офф. В сезоне 1995/96 команда снова достигла финала Кубка Колдера, но проиграла «Рочестер Американс». В настоящее время «Пайретс» является фарм-клубом команды НХЛ «Флорида Пантерз».

## Клубные рекорды
Сезон
Голы (41) — Майкл Пикар (1993-94)
Передачи (73) — Джефф Нелсон (1993-94)
Очки (107) — Джефф Нелсон (1993-94)
Штраф (355) — Марк Мейджор (1997-98)
Коэффициент пропущенных голов (1,99) — Максим Уэлле (2003-04)
Карьера в клубе
Голы — 147 — Кент Халст
Передачи — 224 — Эндрю Брюнетт
Очки — 360 — Кент Халст
Штраф — 797 — Кевин Камински
Вратарские победы — 84 — Майк Маккенна
Игры — 473 — Кент Халст